# 天下无拐
《天下无拐》（英語：No Abduction the World），2021年中国大陆犯罪片，导演张鑫，主演吕良伟、郑昊，讲述了公安干警寻找和救出遭到犯罪团伙拐卖的孩子“虎妞”的故事。

## 演员
- 吕良伟 出演 刑警队长高峰
- 郑昊 出演 蒋三
- 舒耀瑄 出演 蒋父
- 何政军 出演 云南公安局张局长
- 王婉娟 出演 妞妞妈
- 赫子铭 出演 妞妞爸
- 祝希娟 出演 妞妞奶奶
- 张永达 出演 云南某市公安局科长
- 郑清文 出演 云南某市公安局副科长
- 刘佳 出演 滨城公安局孙局长
- 张光北 出演 福建公安局刘局长
- 葛友元 出演 宝仔
- 沈璐 出演 黑妹

## 制作
该片在云南省西双版纳傣族自治州、福建省永定县、黑龙江省哈尔滨市等地取景。